# Třebovské stěny
Třebovské stěny jsou asi 5 km dlouhý zalesněný hřbet v okrese Ústí nad Orlicí. Nejedná se o geomorfologickou jednotku, ale pouze o geomorfologický útvar spadající pod subprovincii Česká tabule, oblast Východočeská tabule, celek Svitavská pahorkatina, podcelek Českotřebovská vrchovina, okrsek Hřebečovský hřbet a podokrsek Lanšperský hřbet. Pod strmou stranou se nacházejí obce Damníkov, Rudoltice, Ostrov a Dolní Dobrouč, na druhé straně hřbet volně prochází do sníženiny, pod kterou leží město Česká Třebová. Nejvyšším vrcholem Třebovských stěn je Palice (613 m). Na 50 ha uprostřed lesů byla zřízena stejnojmenná rezervace.